# اولاف کاپاگیانیدیس
اولاف کاپاگیانیدیس (انگلیسی: Olaf Kapagiannidis؛ زادهٔ ۱۱ ژوئن ۱۹۶۹) بازیکن فوتبال اهل آلمان است.
از باشگاه‌هایی که در آن بازی کرده‌است می‌توان به باشگاه فوتبال زاکسن لایپزیگ اشاره کرد.